# Dumbo (personaje)
Dumbo es un elefante de ficción que aparece en la película de animación homónima de 1941, así como en otros medios de Disney, incluyendo la adaptación de imagen real de 2019. Es un elefante dulce, tímido, inocente, amable y humilde. Está basado en el elefante original de la historia de Helen Aberson, Dumbo the Flying Elephant. Una atracción de Disneyland lleva el nombre su cuento original.

## Descripción
Dumbo es un elefante de color gris con enormes orejas. Usa un sombrero amarillo, así como también un collar rojo.
Es un adorable bebé elefante al que trae el Sr. Cigüeña hasta donde se encuentra su madre, la Sra. Jumbo, que quiso ponerle el nombre de Jumbo Jr., aunque tras un estornudo, le aparecieron unas grandes orejas que se ocultaban tras su cabeza, por lo que las demás elefantas le llamaron "Dumbo" (un juego de palabras entre "Jumbo" y "dumb", que en inglés significa "tonto"). Pero, cuando Dumbo descubre que gracias a sus enormes orejas puede volar, todos le admiran.